# Peter Johann Willatzen

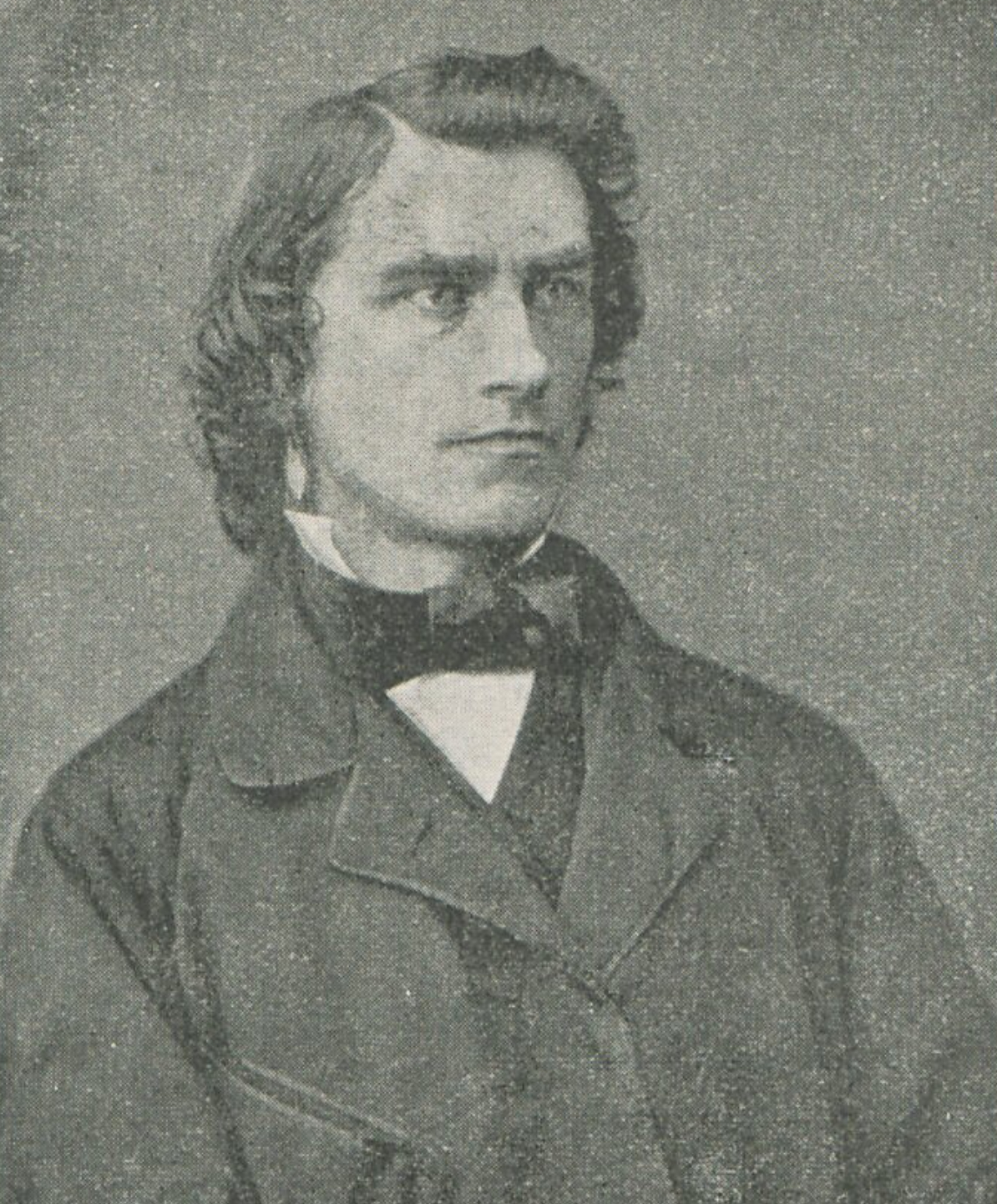
Peter Johann Willatzen

Peter Johann Willatzen (auch Johann Peter Willatzen; * 12. September 1824 in Silberstedt; † 14. Dezember 1898 in Bremen) war ein deutscher Lehrer, Übersetzer und Dichter. 

## Leben
Willatzen war Sohn eines Lehrers in Silberstedt. Er besuchte zunächst die Schule seines Heimatorts und anschließend nach der Versetzung seines Vaters die in Hadersleben. Danach absolvierte er dort das Gymnasium. Da seine Eltern nicht das Geld für ein Studium aufbringen konnten, besuchte er von 1842 bis 1845 das Seminar von Tondern, um Volksschullehrer zu werden. Es folgte zunächst eine Anstellung als Hilfslehrer in Altona. In dieser Zeit begann er erste Dichtungen im Hamburger Beobachter zu publizieren. 1849 kam er als Vertreter seines Vaters zurück nach Hadersleben, wurde jedoch bereits im Mai 1850 mit den übrigen deutschen Lehrern wieder abgesetzt.
Willatzen unterrichtete kurzzeitig, von der deutsch gesinnten Bevölkerung unterstützt, als Privatlehrer weiter in Hadersleben. Ihm wurde aber eine Gefängnisstrafe angedroht, wenn er weiter seiner Lehrtätigkeit nachginge. Daher flüchtete er noch 1850 nach Rendsburg. Dort trat er in die Armee ein und wurde Feldküster. Nach der Auflösung der Armee kam er im April 1851 an die Höhere Töchterschule in Bremen. Er wechselte mehrmals die Schulen und unterrichtete hauptsächlich Geschichte. 1865 wurde er vom Bremer Senat als Lehrer an die Bremer Hauptschule gewählt. Er soll aufgrund seiner pädagogischen Fähigkeiten geschätzt worden sein.

## Werke
- Liederbuch für Schleswig-Holsteins Krieger, 1850.
- Uferblumen, Gedichtsammlung, 1853.
- Tagfalter, Gedichtsammlung, 1855.
- Hannibals Tod, episches Gedicht, 1857.
- Gedichte, 2 Bände und 1 Auswahlband, 1860–1872.
- Alt-isländische Volksballaden und Heldenlieder der Färinger, Übersetzung, Geisler, Bremen 1865.
- Buch der Lieder, 1866.

### Übersetzungen
- Henrik Scharling: Hauran. Reisebilder aus Palästina. Bremen 1890 (online – Internet Archive).